# Були (хокеј на леду)
Були (енгл. face-off) се одиграва за наставак у случају када су време или игра заустављени, због повреде неког играча или неког другог разлога, наводећи као пример забрањено испуцавање или ајсинг. 
Ако је плочица напустила ледену провршину те је избачена из игре, були се изводи на месту што ближе позицији црне плочице у тренутку прекида игре. Постоје означена места предвиђена за одигравање булија, те их је укупно 9:2 у свакој нападачкој зони, 4 у неутралној зони и један на центру дворане. Були се изводи тако да се два играча из супротних постављају лице у лице један према другом, док главни судија не убаци плочицу у игру између њих, а були је освојио онај који својом палицом завлада плочицом. Такође судија може судити прекршај током његовог извођења, ако пре него што судија пусти плочицу у игри, један од играча у булије пре почне са игром. Тада га главни судија замењује за неког другог играча из његове екипе.